# Hjärninfarkt
Hjärninfarkt, även kallad blodpropp i hjärnan och ischemisk stroke, är en skada i hjärnan orsakad av syrebrist, ofta på grund av en blodpropp i hjärnans blodkärl som ger akut brist i blodtillförseln till en del av hjärnan. Hjärninfarkt är den vanligaste (85 procent av alla fall) orsaken till stroke; den andra orsaken är hjärnblödning.
En stor hjärninfarkt kan om den i tid diagnosticeras i vissa fall behandlas med trombolys (propplösande medel), men sådan behandling är farlig vid hjärnblödning och säker diagnos är nödvändig. I de fall blodproppen sitter i ett av hjärnans större kärl kan den ibland tas ut med hjälp av en kateter som under röntgengenomlysning förs in via ljumsken eller handleden, s.k. trombektomi.
Därför bör patient med misstänkt stroke snabbt komma till sjukhus för diagnostik med främst radiologi, men tillgång till en förhistoria med relevanta detaljer kan vara vägledande och komplettera diagnostiken.